# Alan Oppenheimer
Alan Louis Oppenheimer (23 d'abril de 1930) és un doblador estatunidenc. Va fer nombrosos papers a la televisió des de la dècada dels seixanta, i ha tingut una carrera activa fent treballs de veu en dibuixos animats des dels anys 70.

## Cinema
- desconegut – Office of Special Investigation – U.S.A.F. instructor (no apareix als títols de crèdit)
- 1966 – Gammera the Invincible – Dr. Contrare
- 1967 – Gunn – Whiteside
- 1967 – En la calor de la nit (In the Heat of the Night) – Ted Appleton (no apareix als títols de crèdit)
- 1968 – How to Save a Marriage and Ruin Your Life – Everett Bauer
- 1968 – Star! – Andre Charlot, Productor
- 1968 – Up Tight! – Home greixós a les recreatives
- 1969 – The Maltese Bippy – Adolph Springer
- 1970 – Petit gran home (Little Big Man) – Major
- 1972 – La conspiració Groundstar (The Groundstar Conspiracy) – General Hackett
- 1973 – The Thief Who Came to Dinner – Home de les assegurances
- 1973 – Ànimes de metall (Westworld) – Supervisor en cap
- 1975 – Win, Place or Steal – Tinent Mannite
- 1975 – The Lives of Jenny Dolan – Springfield
- 1975 – The Hindenburg – Albert Breslau
- 1976 – Helter Skelter – Aaron Stovitz
- 1976 – Freaky Friday – Mr. Joffert
- 1977 - Hawaii Five-O "The Friends of Joey Kalima" com Bernie Fryer
- 1978 – Record City – Home cec
- 1979 – A Pleasure Doing Business - Marvin
- 1980 – Private Benjamin – Rabí
- 1981 – Macbeth – Duncan
- 1984 – The Neverending Story – Falkor/ Gmork/ Rockbiter (no apareix als títols de crèdit)
- 1984 - Locke the Superman - Locke (doblatge de 1989)
- 1988 – Moving – Mr. Cadell
- 1989 – Little Nemo: Adventures in Slumberland – Oomp
- 1992 – Per sobre de tot (Love Field) – Nunci
- 1993 – Invisible: The Chronicles of Benjamin Knight – Dr. Knox
- 1994 – Trancers 5: Sudden Deth – Farr
- 1997 – Culture
- 2008 – Juan Frances: Live – Mr. French
- 2009 – 9 – El Científic
- 2017 - Best Fiends: Boot Camp[1] – Rei Slug
- 2019 - Toy Story 4 - Old Timer[2]

## Televisió
- 1964 – The Defenders – Dr. Frick
- 1966 – Felony Squad – Ed Clark
- 1966 – The F.B.I. – Ludovic Krols
- 1966–1967 – I Spy – Benkovsky/ Coronel Benkovsky
- 1967 – It's About Time – Pettijohn
- 1967 – He & She – Murray Mouse
- 1967 – Judd for the Defense – Fiscal de districte Tom Rogers
- 1967 - Superagent 86 (Get Smart) - Agent 498
- 1967–1969 – Hogan's Heroes – Coronel Sitzer/ Herman Freitag/ Major Byron Buckles/ Wilhelm
- 1968 – The Andy Griffith Show – Mr. Ruskin
- 1968 – The Name of the Game – Harvey
- 1968 – Here Come the Brides – Benet
- 1968–1971 – The Mod Squad – Bob Ross/ Phil Norval
- 1969 – Lancer – Dan'l Drew
- 1969 – The Queen and I – H.R. Martin
- 1969 – My Friend Tony – Dr. Mink
- 1969 – The Bill Cosby Show – Dwight McDevitt
- 1969 – Ironside – Arnold Cane
- 1969 – The Mod Squad – Phil Norval
- 1969–1970 – That Girl – Dr. Globe/ Morgan Jerome/ Mr. Katz/ Stewart Hurly
- 1969–1970 – Here Come the Brides – Benet/ Victor
- 1970 – I Dream of Jeannie – Congressman Farragut
- 1970 – Hastings Corner – Dr. Byron Dorman
- 1970 – My World and Welcome to It – El Director
- 1970 – Three for Tahiti – Cecil Barrett
- 1970 – The Governor & J.J. – Mr. Federenko
- 1970 – The High Chaparral – Sweets
- 1970 – The Bold Ones: The Lawyers – George Hartnell
- 1971 – The Partridge Family – Wink Burgess
- 1971 – Love, American Style – Capità Blodgett
- 1971 – Inside O.U.T. – Edgar Winston
- 1971 – The Good Life
- 1971 – McCloud – Mervin Simmons
- 1971 – The Jimmy Stewart Show – Prof. Lokacs
- 1971 – Nichols – Averrel
- 1971–1972 – The Courtship of Eddie's Father – Sy Freeman
- 1971–1972 – Bonanza – Darius Dalrymple / Ernesto/ Wentworth
- 1971–1972 – Insight – Marty/ Sergent Varron
- 1971–1972 – The Doris Day Show – Marvin Patterson/ El Doctor
- 1972 – Embruixada (Bewitched) – Blades Buckholtzer
- 1972 – Here's Lucy – Dr. Parker/ Herb Hinkley
- 1973 – Speed Buggy – Veus addicionals
- 1973–1974 – The Six Million Dollar Man – Dr. Rudy Wells
- 1976–1978 – The Scooby-Doo Show – Scooby-Dum (4 episodis) – Veu
- 1977 – Washington: Behind Closed Doors – Simon Cappell
- 1978 – The Ghost of Flight 401 – Barton
- 1978 – Peeping Times – Miles Rathbourne
- 1978 – Battle of the Planets (versió anglesa de Gatchaman) – Veus addicionals
- 1979 – Blind Ambition – George Simonson
- 1979-1982 – The New Adventures of Flash Gordon – Ming the Merciless/ Dr. Hans Zarkov/ Gundar the Desert Hawk
- 1981–1989 – The Smurfs – Barrufet envanit/ Homnibus/ Father Time – Veu
- 1982 – Mama's Family – Batle Tutweller
- 1982–1985 – Knight Rider – General Duncton/ Joe Lewis
- 1983–1985 – He-Man i els senyors de l'univers – Skeletor/ Man-At-Arms/ Cringer/ Battle Cat – Veu
- 1985 - The Wuzzles - Rhinokey/ Crocosaur/ Mr. Packcat
- 1985 - Barri Sèsam (Sesame Street) - Octopus (inserció animada I'm An Octopus) – Veu
- 1986 – Strong Medicine – Dr. Townsend
- 1987 – Bionic Six – Jack Bennet/Bionic-1 – Professor Sharp – Metalhead – Veu
- 1988 – The New Yogi Bear Show – Additional voices
- 1988 – Superman – Jonathan Kent – Veu
- 1991 – Where's Waldo? – Veus addicionals
- 1991–1993 – The Legend of Prince Valiant – Merlí
- 1994 – Star Trek: Deep Space Nine – Captain Keogh
- 1997 – Star Trek: Voyager – Ambaixador Nezu
- 1998 – Diagnosis: Murder – Leonard Gould
- 2001–2004 – Passions – Alistair Crane – Veu
- 2003 – The Big O – Norman Burg – Veu
- 2007 – 'Til Death – Mr. Wallach (Ep. "Performance Anxiety")
- 2014 – Adventure Time – Darren the Ancient Sleeper / Sun (Ep. "Something Big") – Veu
- 2019 - Tigtone - Cap de Cavall Bonic (Ep. Tigtone and the Beautiful War)